# Poarta de Fier a Transilvaniei
Poarta de Fier a Transilvaniei – przełęcz w Karpatach Południowych. 700 m n.p.m. Oddziela góry Poiana Ruscă na północy od gór Țarcu na południu. Przez przełęcz biegnie droga DN 68 oraz nieużywana lokalna linia kolejowa Caransebeș-Subcetate.